# Naomaohu Zhen
Naomaohu Zhen (kinesiska: 淖毛湖镇, 淖毛湖) är en köping i Kina. Den ligger i den autonoma regionen Xinjiang, i den nordvästra delen av landet, omkring 590 kilometer öster om regionhuvudstaden Ürümqi. Antalet invånare är 6 847. Befolkningen består av 2 638 kvinnor och 4 209 män. Barn under 15 år utgör 14,0 %, vuxna 15-64 år 82 %, och äldre över 65 år 2,0 %.
Genomsnittlig årsnederbörd är 72 millimeter. Den regnigaste månaden är juni, med i genomsnitt 22 mm nederbörd, och den torraste är december, med 1 mm nederbörd.